# Movimiento (música)
En música y, sobre todo, en la música clásica, un movimiento es una parte de una composición o forma musical más amplia previsto para ser ejecutado en sucesión con otros de ella, aunque propiamente posea un inicio y un final. El ejemplo clásico es el de la sonata que, en su forma clásica, suele contener tres movimientos

## Uso del término
Como dentro de una pieza de música de una longitud considerable suelen existir distintas partes y estas poseen distintas velocidades, muchas veces se usa el término movimiento y la palabra italiana que lo indica para referirse a cada una de estas partes.
Por ejemplo, puede decirse que la sonata Quasi una fantasia de Beethoven, más conocida como Claro de Luna, consta de tres movimientos llamados adagio sostenuto, allegretto y presto agitato.

## Reglas acerca de los movimientos
Las diferentes formas musicales tienen distintas normas sobre el número de movimientos requeridos. Sin embargo, hay muchas excepciones a la regla.
Por ejemplo, la Sinfonía n.º 6 de Beethoven y la Sinfonía fantástica de Hector Berlioz tienen cinco movimientos, cuando lo convencional en una sinfonía de ese período es tener solo cuatro.
También es posible enlazar dos o más movimientos sin interrupción como, por ejemplo, los movimientos tercero y cuarto de la Sinfonía n.º 5 de Beethoven o de la Sinfonía n.º 2 de Sibelius. Incluso todos los movimientos de una pieza pueden sonar consecutivamente sin interrupción alguna como, por ejemplo, en las sinfonías n.º 11 y n.º 12 de Shostakovich.
Los conciertos barrocos, por su parte, solían tener tres movimientos (allegro, adagio y allegro) aunque, por ejemplo, el primero de los conciertos de Brandeburgo tiene cuatro.

## Conductas en la interpretación de los movimientos
En un concierto público, lo convencional es aplaudir al final de la obra completa y no entre los movimientos.
Sin embargo, debe considerarse que durante el clasicismo fue lugar común aplaudir después de cada movimiento. De hecho, a veces el aplauso era tan intenso y fervoroso que los directores simplemente repetían el movimiento.